# 格莱斯
格莱斯是德国莱茵兰-普法尔茨州的一个市镇。总面积11.45平方公里，总人口578人，其中男性302人，女性276人（2011年12月31日），人口密度50人/平方公里。